# غرفة إنعاش
غرفة انعاش أو وحدة رعاية ما بعد التخدير PACU أو PAR وهي منطقة، وعادة ما تعلق على أجنحة غرفة العمليات، والمصممة لتوفير الرعاية للمرضى التعافي من التخدير العام أو التخدير الموضعي.

## الأنشطة الشائعة
وتشمل المسؤوليات الأساسية لموظفي PACU ما يلي:
- إدارة مجرى الهواء وإعطاء الأكسجين للمرضى الذين خضعوا لتخدير عام
- مراقبة العلامات الحيوية (معدل ضربات القلب وضغط الدم ودرجة الحرارة ومعدل التنفس)
- إدارة الألم بعد العملية الجراحية
- علاج الغثيان بعد العملية الجراحية والقيء
- علاج الأرتجاف وقت التخدير
- رصد مواقع جراحية لوقف النزف المفرط والتصريف المخاطي القيحي، والتورم الدموي، التئام الجروح، والعدوى

ويمكن أن تشمل الرعاية المكثفة ما يلي:
- إعداد وتعليم لاستخدام وحدات تسكين المريض التي تسيطر عليها PCA
- إعداد وإدارة الحقن في الوريد، فوق الجافية، أو العصبية
- مراقبة التوسعات مثل خطوط الشرايين والخطوط الوريدية المركزية، والبطينات[1]

## مضاعفات ما بعد الجراحة
أحيانا، يمكن أن تحدث مضاعفات مهددة للحياة، مثل تشنج الحنجرة، والتوقف عن التنفس، أو ارتفاع الحرارة الخبيث، بعد التخدير. المرضى قد يدخل اليهم انبوب بسبب الحساسية المفرطة أو وذمة رئوية أو استرواح الصدر أو التعرض على المدى الطويل للتخدير والمخدرات. ما لم تحدث مضاعفات، فإن معظم المرضى البقاء فقط في PACU لبضع ساعات قبل عودته إلى ديارهم أو إلى قسم آخر من المستشفى.

## وصلات خارجية
Ketamine: Emergency Applications(eMedicine.com) - discusses laryngospasm.